# North Cliffe
North Cliffe – osada w Anglii, w hrabstwie East Riding of Yorkshire. Leży 25 km na zachód od miasta Hull i 260 km na północ od Londynu.